# 圣瑞斯特昂绍塞站
圣瑞斯特昂绍塞站是法国的一个铁路车站，位于法国瓦兹省的圣瑞斯特昂绍塞境内。

## 位置
圣瑞斯特昂绍塞站位于圣瑞斯特昂绍塞市区的西部，巴黎—里尔铁路79.515公里处，距离亚眠大约36公里。车站大致呈南北走向，开口朝东。

## 设施
圣瑞斯特昂绍塞站设有人工售票窗口，其开放时间为每天5:30至19:55。
此外，圣瑞斯特昂绍塞站站内还设有自动售票机等设施。

## 站台设置
| 西↑ |             |                     |  |
| 3道 |             | ←巴黎方向（到发线） |  |
|     | 岛式        |                     |  |
| 1道 |             | 亚眠方向→           |  |
| 2道 |             | ←巴黎方向           |  |
|     | 侧式 主站房 |                     |  |
| 东↓ |             |                     |  |

## 停靠线路
以下列车线路在圣瑞斯特昂绍塞站停靠：
| 圣瑞斯特昂绍塞站列车线路表 |                     |            |                   |              |
| 线路                       | 车种                | 上一站     | 下一站            | 大致运行频率 |
| 巴黎—亚眠                  | TER Hauts-de-France | 瓦兹克莱蒙 | 加讷/努瓦河畔阿伊 | 每天12趟左右 |
| 巴黎—圣瑞斯特昂绍塞        | TER Hauts-de-France | 圣雷米昂洛 | （终点）          | 每天7趟左右  |
| 克雷伊—亚眠                | TER Hauts-de-France | 圣雷米昂洛 | 加讷              | 每天2趟左右  |
| 1.                         |                     |            |                   |              |

## 配套交通

### 长途客车
| 停靠圣瑞斯特昂绍塞站的大巴车 |                | |
| 上下车地点                   | 运营单位       | 主要线路及目的地 |
| 圣瑞斯特昂绍塞站门口         | 瓦兹省城际客运 | 32 卡蒂永-菲姆雄 · 比勒 · 勒费圣康坦 · 尼维莱尔 · 博韦 47 勒普莱西耶叙圣瑞斯特 · 昂吉维莱尔 · 莱格朗捷 · 蒙捷 · 普龙勒鲁瓦 · 略维莱尔 · 贡比涅 47R 特里科 · 迈涅莱-蒙蒂尼 |
| 圣瑞斯特昂绍塞站门口         | SNCF Car TER   | （当某条铁路线施工或罢工时，SNCF可能也会提供途径该线路沿途站点的大巴车）                                                                                                  |
| 1. 2. 3.                     |                | |

### 城市公共交通
圣瑞斯特昂绍塞站附近的暂无城市公共交通线路。

### 社会车辆
圣瑞斯特昂绍塞站门口设有社会车辆停车场。

## 临近车站
| 圣瑞斯特昂绍塞站（Gare de Saint-Just-en-Chaussée） |               |                |
| 上行车站                                           | 线路          | 下行车站       |
| 圣雷米昂洛 4.1km ←                                 | 巴黎—里尔铁路 | 加讷站 → 7.9km |
| - 本表仅显示运营中的线路及车站                     |               |                |